# Regionaal Archief Leiden
Het Regionaal Archief Leiden (RAL, voorheen Gemeentearchief Leiden) aan de Boisotkade 2a in de Nederlandse stad Leiden, beheert archieven van en over de stad Leiden en haar inwoners, maar ook van Hillegom, Kaag en Braassem, Lisse, Leiderdorp, Nieuwkoop, Noordwijk, Noordwijkerhout, Oegstgeest, Katwijk, Teylingen en Zoeterwoude. Met ingang van 1 juni 2013 is het Regionaal Archief Leiden onderdeel van Erfgoed Leiden en Omstreken.

## Collectie
Het Regionaal Archief Leiden (RAL) beheert circa 10 km aan archieven van gemeentebesturen, gemeentelijke diensten, instellingen en bedrijven, kloosters en kerken, scholen en fabrieken, families en verenigingen, notarissen en rechtbanken. Bijzondere collecties zijn: de topografisch historische atlas (meer dan 125.000 plattegronden, foto's en prenten), de historische bibliotheek (meer dan 900 meter boeken, tijdschriften, brochures e.d.) en de affichecollectie (meer dan 5000 affiches).
Het RAL werkt aan de digitalisering van een groot deel van haar collectie. Via de website kan genealogisch onderzoek gedaan worden, via een database waarin de doop-, trouw- en begraafboeken van Leiden en gegevens van de burgerlijke stand van de aangesloten gemeenten zijn opgenomen.
Ook zijn de inventarissen van circa 100 archieven en een Beeldbank met ruim 14.000 afbeeldingen te raadplegen. Verder zijn de voornaamste, ooit in Leiden uitgegeven kranten in kleur gedigitaliseerd en – deels alleen ter plaatse – toegankelijk gemaakt.

## Gebouw
Het archiefgebouw van – toen nog – het gemeente-archief Leiden is gebouwd in de jaren 1891-1893 naar ontwerp van Daniël Knuttel. Leiden was hiermee de eerste stad in Nederland met een eigen gebouw voor het gemeente-archief. Het archiefgebouw verving de archiefruimte op de zolder van het stadhuis aan de Breestraat. Bouwmeester van het uit een legaat van oud-gemeenteraadslid en lakenfabrikant A.J. (Justus) Krantz (zijn gebeeldhouwde hoofd siert de originele toegang) bekostigde archiefgebouw was de toenmalige stadsarchitect Daniël Knuttel, rijksbouwmeester in de jaren 1892-1922. Op verzoek van stadsarchivaris Mr. C.M. Dozy is het gebouw opgetrokken in een aan de neogotiek verwante bouwstijl, die ook kenmerkend was voor veel destijds door de rijksoverheid geïnitieerde bouwopdrachten. Het archiefgebouw maakt deel uit van het beschermde stadsgezicht Leiden en heeft de status van rijksmonument.
In 1967 werd het archiefgebouw ingrijpend verbouwd en uitgebreid. In 1996 werd aan de rechterzijde van het gebouw een aanbouw toegevoegd, waarin nu de hoofdingang en de publieksfuncties van het archief zijn ondergebracht. De hoofdingang is voorzien van een kunstwerk van de Leidse kunstenaar Jan Kleingeld.
Om te voorzien in de behoefte aan extra archiefruimte vanwege de groei van de regionale archieven en de opname van lokale bodemvondsten, die voorheen bij de provincie in opslag waren, is donderdag 11 juni 2015 een depot aan de Zaalbergweg 15 te Leiden in gebruik genomen.

## Erfgoed Leiden en Omstreken
Met ingang van 1 juni 2013 is het Regionaal Archief Leiden samengevoegd met de gemeentelijke afdeling Monumenten & Archeologie tot de gemeentelijke instelling Erfgoed Leiden en Omstreken.